# La Troisième Guerre mondiale
Pour plus de détails, voir Fiche technique et Distribution.
La Troisième Guerre mondiale (World War III) est un téléfilm américain de politique-fiction en deux parties, réalisé par David Greene et Boris Sagal (ce dernier étant mort accidentellement pendant le tournage dans un accident d'hélicoptère en Oregon), diffusé en 1982.

## Synopsis
Ce téléfilm met en scène les prémices d'une guerre mondiale entre les États-Unis et l'Union soviétique. L’action se passe en 1987. À la suite d'une mission de parachutistes de l'Armée rouge envoyée en Alaska pour détruire l'oléoduc trans-Alaska et qui se trouve confrontée à une unité de la garde nationale des États-Unis en manœuvres, la situation dégénère en guerre nucléaire.

## Fiche technique
- Titre original : World War III
- Réalisation : David Greene et Boris Sagal
- Scénario : Robert L. Joseph
- Musique : Gil Melle
- Directeur de la photographie : Stevan Larner
- Montage : Robert L. Kimble et Parkie L. Singh
- Création des décors : Bill Malley
- Effets spéciaux de maquillage : Paul Stanhope Jr
- Effets spéciaux : Charles E. Dolan et Kevin Pike
- Directeur de production : E. Darrell Hallenbeck
- 1ers assistants réalisateurs : Kevin A. Finnegan et Christopher Hibler
- 2d assistant réalisateur : Peter R.J. Deyell
- Accessoiriste : Steven Westlund
- Coordination des cascades : John Moio
- Directrice de distribution artistique : Linda Francis
- Supervision des costumes : Mark Peterson
- Conseiller technique : Lieutenant Colonel Dennis Foley
- Producteurs exécutifs : Bill Finnegan et Patricia Finnegan
- Producteur : Bruce Lansbury
- Producteur associé : Scott Winant
- Compagnies de production : David Greene Productions - Finnegan Associates - National Broadcasting Company - Warner Bros Television
- Audio : Anglais Mono Stéréo
- Image : Couleurs
- Ratio : 1.33.1 Plein écran
- Procédé : Sphérique panoramique
- Format négatif : 35 mm
- Année : 1981
- Durée : 200 minutes

- États-Unis : 31 janvier 1982 sur NBC.
- France : janvier 1983. Rediffusion les 20 juin 1985 et le 27 juin 1985 sur Antenne 2[1].

## Distribution
- David Soul : Colonel Jake Caffey
- Brian Keith : Gorny, le Premier secrétaire soviétique
- Cathy Lee Crosby : Major Kate Breckenridge
- Jeroen Krabbé : Colonel Alexander Vorashin
- Robert Prosky : Général Aleksey Rudenski
- Katherine Helmond : Dorothy Longworth
- James Hampton : Richard Hickman
- Rock Hudson : Président Thomas McKenna
- Harry Basch : Vernon Blanchard
- Frank Dent : Tim Hardy
- Rick Fitts : Major George Devery
- John Lehne : Général de brigade Gard Roberts
- Marcus K. Mukai : Sergent Johnny Preston
- William Traylor : Major Nicolai Saamaretz
- Lee Wallace : Docteur Jules Farber
- Kai Wulff : Konstantin Sculoff
- Richard Yniguez : Capitaine Angel Cordobes
- Anthony Pullen Shaw : Lieutenant Ed Spector
- Steve Tannen : Lieutenant Feeling
- Jerry Hardin : Général Philip Olafson
- Michael Fairman : Docteur Alan Tenant
- Bob Minor : Trimble
- Meeno Peluce : Andrei Gorny
- Donegan Smith : Général Max Schiff
- Liz Sheridan : Naomi Glass
- Bruce Winant : Caporal Leff
- Joe Sagal : Caporal Fest
- Susan Niven : Megan Hardy
- Thomas Hill : Marshal Victor Budner
- Robert O'Reilly : Major Veigh
- Joseph G. Medalis : David
- Herbert Jefferson, Jr. : Fred
- Anne Gerety : Nadia Kortner
- Art Evans : Buford
- Brad Blaisdell : Wayne Kimball
- Lesley Woods : Martha Jones

## Récompenses
Cette mini-série a remporté l'Emmy Award des meilleurs effets spéciaux de maquillage aux Primetime Emmy Awards de 1982 pour Paul Stanhope Jr.

## Sortie DVD
Cette mini-série est sortie en DVD aux États-Unis chez Warner Archives Collection le 13 novembre 2012 au format 1.78 panoramique. Elle reste toujours inédite en France sous ce format.